# Stephanie Brunner
Stephanie Brunner (Schwaz, 20 februari 1994) is een Oostenrijkse alpineskiester. Ze vertegenwoordigde haar vaderland op de Olympische Winterspelen 2018 in Pyeongchang.

## Carrière
Brunner maakte haar wereldbekerdebuut in maart 2012 in Schladming. In november 2015 scoorde ze in Aspen haar eerste wereldbekerpunten. In januari 2016 behaalde de Oostenrijkse in Flachau de eerste toptienklassering in haar carrière. Op de wereldkampioenschappen alpineskiën 2017 in Sankt Moritz eindigde Brunner als vijfde op de reuzenslalom. Tijdens de Olympische Winterspelen van 2018 in Pyeongchang wist ze niet te finishen op zowel de slalom als de reuzenslalom, samen met Katharina Gallhuber, Katharina Liensberger, Manuel Feller, Michael Matt en Marco Schwarz veroverde ze de zilveren medaille in de landenwedstrijd.
In november 2018 stond de Oostenrijkse in Killington voor de eerste maal in haar carrière op het podium van een wereldbekerwedstrijd.

## Resultaten

### Olympische Spelen
| Jaar | Plaats      | Resultaten                                      |
| ---- | ----------- | ----------------------------------------------- |
| 2018 | Pyeongchang | DNF Slalom · DNF Reuzenslalom · Landenwedstrijd |

### Wereldkampioenschappen
| Jaar | Plaats       | Resultaten      |
| ---- | ------------ | --------------- |
| 2017 | Sankt Moritz | 5e Reuzenslalom |

### Wereldbeker
Eindklasseringen
| Seizoen   | Algm | SL  | RS  | SG  | AC  |
| --------- | ---- | --- | --- | --- | --- |
| 2015/2016 | 55e  | -   | 20e | -   | 22e |
| 2016/2017 | 35e  | 38e | 12e | 52e | 16e |
| 2017/2018 | 21e  | 28e | 6e  | 26e | 11e |
| 2018/2019 | 33e  | 29e | 8e  | -   | -   |